# Fernand Helguers
 (juillet 2015).
Si vous disposez d'ouvrages ou d'articles de référence ou si vous connaissez des sites web de qualité traitant du thème abordé ici, merci de compléter l'article en donnant les références utiles à sa vérifiabilité et en les liant à la section « Notes et références ».
Fernand Helguers né à Marbais le 12 février 1926, décédé à Wagnelée le 11 décembre 1982  est un homme politique belge et un militant wallon.

## Biographie
Électrotechnicien, conseiller d'entreprise, délégué FGTB, il quitte le Parti socialiste belge après la Grève générale de l'hiver 1960-1961 et rallie le Mouvement populaire wallon de Gosselies. Il participe aux premiers efforts des listes wallonnes sur lesquelles sont élus Robert Moreau et François Perin (1965), puis il fonde le Rassemblement wallon de Charleroi.
Il est élu député en 1971 et le demeurera jusqu'en 1978. Lors du tournant à gauche imprimé au Rassemblement wallon  par Paul-Henry Gendebien en 1976, il se range à ses côtés. Il avait défendu la sidérurgie wallonne à la Chambre, présidé le groupe RW des entreprises, s'était montré soucieux des problèmes des conditions de travail et de l'emploi.